# هاف-لايف 2: أيبيسود ون
هاف-لايف 2: أيبيسود ون (بالإنجليزية: Half-Life 2: Episode One)‏ (أو الحلقة واحد) هي لعبة فيديو من نوع تصويب منظور الشخص الأول، وهي الأولى في سلسلة حلقات تهدف أن تكون التالية لأحداث هاف-لايف 2. طورت من قبل شركة فالف وأطلقت في 1 يونيو 2006. في الأصل مسماة هاف-لايف 2: آفترماث، أعيد تسميتها لاحقا إلى أيبيسود ون بعدما أصبحت فالف واثقة في استخدام بنية حلقية للعبة. على غرار هاف-لايف 2، تستخدم الحلقة واحد محرك الألعاب سورس. اعتمدت اللعبة تقنيات جديدة في الإضاءة والتحريك، بالإضافة إلى تحسينات في الذكاء الاصطناعي للمرافق في اللعبة.
تأخذ أحداث اللعبة مكانها مباشرة بعد أحداث هاف-لايف 2، في داخل وحول المدينة 17 التي مزقتها الحرب. تتتبع الحلقة واحد العالم غوردون فريمان ورفيقته أليكس فانس وهما يحاربان أثناء صراع الإنسانية المستمر ضد عرق البشر المتحولين المعروف بالكومباين. في بداية اللعبة، يستيقظ غوردون خارج قاعدة عمليات العدو، القلعة، بعد أن ترك فاقدا للوعي بعد الأحداث الختامية لهاف-لايف 2. خلال اللعبة، يسافر غوردون مع أليكس أثناء المحاولة للخروج من المدينة. مع قدوم اللعبة لنهايتها يتعرض غوردون وأليكس لحادث كبير، ويكشف عن مصيرهما في التتمة، الحلقة إثنان.
ترى فالف الحلقات واحد إلى ثلاثة بمثابة إصدار مستقل ومتكامل من السلسلة. تتوفر الحلقة واحد كجزء من مجموعة تعرف باسم ذا أورانج بوكس والتي تتضمن أيضا هاف-لايف 2، تيم فورتريس 2 وبورتال. تلقت الحلقة واحد رد فعل إيجابي بشكل عام، والجانب التعاوني في اللعب تلقى ثناءً خاصًا، لكن تم انتقاد قصر مدة اللعب.

## طريقة اللعب
في الحلقة واحد، يشق اللاعبون طريقهم خلال سلسلة متتالية من المراحل ويواجهون مختلف الأعداء والحلفاء. نظام اللعب مجزء ما بين التحديات القتالية والألغاز المعتمدة على الفيزياء. تدخل الحلقة واحد المهام التدريبية في القصة لتعلم اللاعب عناصر اللعب الجديدة دون كسر الانغماس في اللعبة. تظهر واجهة عرض على الشاشة صحة الشخصية والطاقة والذخيرة. يحصل اللاعب طوال مسار اللعبة على أسلحة وذخيرة تستعمل لحماية الشخصية من قوات العدو. على عكس هاف-لايف 2 التي يكون فيها سلاح غوردون المبدئي هو العتلة، يحصل غوردون أولا على مسدس الجاذبية، الذي يلعب دورًا مهما بسماحه للاعب من استخدام الفيزياء للتلاعب بالأجسام من مسافات في مواقف القتال وحل الألغاز.
الذكاء الصناعي لأليكس فانس، مرافقة غوردون، قد صمم خصيصًا للعب التعاوني في الحلقة واحد حتى تكمل قدرات اللاعب. وصف المطورون برمجة أليكس للحلقة واحد ب«كود شخصية» مقارنة ب«كود ذكاء اصطناعي»، مؤكدين على الاهتمام الذي قدم لجعل أليكس مرافقة فريدة وقابلة للتصديق. في جزء من كود البرمجة، تمت برمجتها خصيصا لتجنب القيام بالكثير من الأعمال المتكررة، مثل تكرار الحوارات أو تأدية إجراءات محددة في حالات القتال. أمثلة على هذا النوع من اللعب التعاوني تشمل القتال في مراحل معتمة تحت الأرض. في هذا السيناريو مثلا، يستطيع اللاعب حفظ ذخيرته باستخدامه المصباح الضؤي لمساعدة أليكس في كشف وقتل الأعداء القادمين. وبالمثل، فإن أليكس غالبا ما تأخذ مواقع إستراتيجية وتقدم غطاء ناري لتحافظ على أمان الاعب أثناء تجوالهم في منطقة معينة أو تنفيذهم لإجراءات معينة.

## ملخص

### خلفية
تأخذ أحداث هاف-لايف مكانها في مختبر منعزل يسمى مركز بلاك ميسا للأبحاث، اللاعب يأخذ دور غوردون فريمان، عالم تورط في حادثة فتحت بوابة متداخلة الأبعاد إلى عالم زن وأدت إلى امتلاء المنشأة بالكائنات الفضائية المعادية. بعد هروبه من المنشأة وإغلاق البوابة تنتهي اللعبة بشخص غامض يعرض على فريمان العمل. بعد ذلك يوضع البطل في حالة ركود من قبل هذه الشخص الغامض المعروف باسم جي-مان.
تلتقط هاف-لايف 2 أحداث القصة، حيث يخرج جي-مان فريمان من الركود ويضعه على متن قطار متوجه إلى المدينة 17 بعد مضي عدد من السنوات على اللعبة الأولى، وبعد أن أصبحت الأرض مستعبدة من قبل قوات الكومباين من البشر المتحولين. يوجه اللاعب غوردون للمساعدة في صراع الإنسانية ضد الكومباين وممثلهم البشري، د. والاس برين. يشرف برين على الاحتلال من قاعدة عملياته في القلعة، بناء متراص في قلب المدينة 17. تقاتل إلى جانب غوردون مقاومة سرية يقودها زميله السابق د. إيلاي فانس، بالإضافة إلى حلفاء آخرين بما فيهم أليكس فانس وكائنات الفورتيغانت الفضائية الغامضة. تنتهي هاف-لايف 2 بمعركة حاسمة على قمة القلعة تلحق أضرارا حرجة بمفاعل الانصهار المظلم الخاص بها. عندما يبدو وكأن أليكس وغوردون سيتغمدهما انفجار المفاعل، يظهر جي-مان مرة أخرى. بعد إعطائه لخطاب مبهم، يقوم بإخراج غوردون من خطر الانفجار ويضعه في الركود مرة أخرى.

### حبكة
تبدأ الحلقة واحد بعد الانفجار الذي أخرج منه غوردون وتركت فيه أليكس. يتوقف الزمن فجأة، وتظهر كائنات فورتيغانت أرجوانية عدة وتنقذ أليكس من الانفجار. بعد إنقاذها، تظهر الكائنات أمام جي-مان وتقف بينه وبين غوردون. تقوم الكائنات بعزل غوردون ونقله من الركود، مما يثير استياء جي-مان.
يخرج دوغ فريمان من تحت الانقاض خارج القلعة، ويلقى غوردون أليكس، التي تشعر بالارتياح لرؤيته. تتصل أليكس بإيلاي فانس وآيزاك كلاينر، اللذان هربا من المدينة، فيخبراها بأن قلب القلعة معرض لخطر الانفجار في أي لحظة. يصرح كلاينر بأن الانفجار قد يكون كبيرا بما يكفي لتسوية المدينة 17 بأكملها، وأن الطريق الوحيد لنجاتهما هو بإعادة الدخول للقلعة وإبطاء تقدم القلب نحو الانصهار. يوافق إيلاي على مضض عندما يرى عدم وجود خيارات أخرى (تحذير في غير أوانه).
يعود غوردون وأليكس للدخول للقلعة المتهالكة لمحاولة تثبيت استقرار القلب؛ ينجح غوردون بإعادة تشغيل مجال الاحتواء للقلب، مما يؤخر الانفجار (تدخل مباشر). تكتشف أليكس أن الكومباين يسرعون انفجار القلعة عمدا ليبعثوا «حزمة إرسال» لموطن الكومباين. تقوم أليكس بتنزيل نسخة من الرسالة، مما يتسبب بإعطاء الكومباين الأولوية لهم كأهداف. تنزل أليكس أيضا إرسالا من د. جوديث موسمان، التي تذكر «مشروعا» قد وجدته، قبل أن تقاطع بهجوم للكومباين. بعد ذلك، يركب أليكس وغوردون قطارا للهرب من القلعة.
ينحرف القطار في الطريق، مجبرا الثنائي للاستمرار على الأقدام. أثناء قتالهم لقوات الكومباين المشوشة والكائنات الفضائية المتفشية، يظهر كلاينر على الشاشات التي كان يستخدمها برين لنشر دعايته، ويعطي معلومات مفيدة للمواطنين الذين يخلون المدينة مع تحذيرهم أيضا من انفجار القلعة الموشك (رحلة حضرية). يلتقي أليكس وغوردون أخيرا ببارني كالهون ومجموعة من الناجين الآخرين وهم يستعدون للانتقال إلى محطة قطارات للهروب من المدينة 17. يوفر أليكس وغوردون التغطية للمسافرين أثناء ركوبهم للقطار (الخروج من 17).
للحفاظ على سلامة الناجين، يختار أليكس وغوردون ركوب قطار آخر. يتمكن الاثنان من الهرب في الوقت الذي يبدأ المفاعل فيه بالانفجار، والطاقة الناتجة ترسل رسالة الكومباين. بضع حجرات تحوي مستشاري الكومباين تقذف من القلعة مع انفجارها. موجة الاهتزازات الناتجة تصل إلى القطار وتحرفه عن مساره. آخر شيء يسمعه اللاعب هو صوت التواء الحديد وأليكس تهمس «...غوردون». يكشف مصير أليكس وغوردون في هاف-لايف 2: إبيسود تو.

## تطوير
هاف-لايف 2: أيبيسود ون هي الأولى في ثلاثية حلقات تخدم كتتمة للعبة 2004 من طراز تصويب منظور الشخص الأول، هاف-لايف 2. في فبراير 2006 أعلنت شركة فالف عن إطلاق ثاني حلقات الثلاثية هاف لايف 2  مستكملة نفس الأحداث وبدايتها من نهاية أيبيسود ون.
أكدت شركة فالف على التركيز على شخصية أليكس لإنها ترافق اللاعب في جميع أنحاء اللعبة وفي الفصول الثلاثة.
ناقش ربين والكر المشروع وأعلن إن الأسباب وراء هذا النهج هو إن في مايو 2005 قالت مجلة بي سي جيمر

## الإطلاق والاستقبال
| استقبال |        |
| --- | ------ |
| الدرجات الإجمالية المجموع نقاط غيم رانكينغز 85.59% [ 21 ] ميتاكريتيك 87/100 [ 22 ] نتائج المراجعة نشرة نقاط إدج 8/10 [ 23 ] غيم ريفولوشن ب [ 4 ] غيم سبوت 8.7/10 [ 10 ] غيم سباي [ 24 ] آي جي إن 8.5/10 [ 25 ] بي سي غيمر (المملكة المتحدة) 90% [ 5 ] بي سي غيمر (الولايات المتحدة) 85% [ 26 ] |        |
| الدرجات الإجمالية |        |
| المجموع | نقاط   |
| غيم رانكينغز | 85.59% |
| ميتاكريتيك | 87/100 |
| نتائج المراجعة |        |
| نشرة | نقاط   |
| إدج | 8/10   |
| غيم ريفولوشن | ب      |
| غيم سبوت | 8.7/10 |
| غيم سباي | [ 24 ] |
| آي جي إن | 8.5/10 |
| بي سي غيمر (المملكة المتحدة) | 90%    |
| بي سي غيمر (الولايات المتحدة) | 85%    |

عند الإطلاق، بيعت الحلقة واحد في متاجر التجزئة ونظام شركة فالف للتوزيع، ستيم، حيث بيعت فيه بسعر مخفض. وزعت إلكترونيك آرتس اللعبة كنسخة مستقلة أو كجزء من هاف-لايف 2: المجموعة البلاتينية. وفر التحميل المسبق والشراء المسبق من خلال ستيم في 1 مايو 2006 مع هاف-لايف ديثماتش: سورس وهاف-لايف 2: ديثماتش اللتان توفرتا للعب مباشرة كجزء من المجموعة. تتوفر الحلقة واحد كجزء من مجموعة تعرف باسم ذا أورانج بوكس والتي تتضمن أيضا هاف-لايف 2، إبيسود تو، تيم فورتريس 2 وبورتال، والمتوفرة للحاسوب شخصي، الماك، الإكس بوكس 360 والبلاي ستيشن 3. بيعت حوالي 1.4 مليون نسخة من الحلقة واحد مع حلول 2008.
الاستجابة للحلقة واحد كانت إيجابية بشكل عام، مع ثناء المراجعين على الوتيرة الجيدة لصعوبة اللعب، مقارنة بهاف لايف 2. تفاعل اللعبة، بالتحديد أليكس وردود فعلها لتصرفات اللاعب وأحداث اللعبة، قد خص أيضا بالثناء. علقت مجلة بي سي جيمر قائلة «على الرغم من أن هذه الحلقة الافتتاحية قد لا تكون لعبة أساسية بدرجة هاف-لايف 2، لا أستطيع أن أتخيل أي هاو لألعاب الرماية قد يريد أن يفوتها». حصلت الحلقة واحد على مجموعي 87/100 و85.59% من قبل مجمعي النقاط ميتاكريتيك وجيم رانكينجز بالترتيب. منحت آي جي إن الحلقة واحد لقب «أفضل رماية شخص أول للحاسوب الشخصي في 2006».
انتقاد مشترك كان قصر مدة اللعب. الحلقة واحد تأخذ ما يقرب من 4-6 ساعات لإكمالها، الأمر الذي يثير مسألة ما إذا كانت اللعبة تبرر سعرها.

## وصلات خارجية
- هاف-لايف 2: أيبيسود ون على موقع IMDb (الإنجليزية)

- موقع هاف-لايف 2: إيبيسود ون الرسمي
- كومباين أوفر ويكي، ويكي خارجية